# Gumla
Gumla ist eine Stadt im indischen Bundesstaat Jharkhand.
Die Stadt ist Hauptort des gleichnamigen Distrikt Gumla. Gumla wird als ein Nagar Panchayat verwaltet. Die Stadt ist in 20 Wards (Wahlkreise) gegliedert.

## Demografie
Die Einwohnerzahl der Stadt liegt laut der Volkszählung von 2011 bei 51.264. Gumla hat ein Geschlechterverhältnis von 953 Frauen pro 1000 Männer und damit einen für Indien üblichen Männerüberschuss. Die Alphabetisierungsrate lag bei 89,3 % im Jahr 2011. Knapp 46 % der Bevölkerung sind Hindus, ca. 20 % sind Muslime, ca. 18 % sind Christen und ca. 1 % gehören einer anderen oder keiner Religion an. 12,4 % der Bevölkerung sind Kinder unter 6 Jahren.